# فالديمار هولبرغ
فالديمار هولبرغ (بالدنماركية: Waldemar Holberg)‏ مواليد 29 مايو 1883 في كوبنهاغن - الوفاة 18 مايو 1927 في فيينا، كان ملاكم محترف دانمركي صنّف ضمن فئة وزن الوسط. سبق أن شارك في دورة الألعاب الأولمبية الصيفية سنة 1908.

## إحصائيات
خاض خلال مسيرته 70 نزالا، فاز في 39 وتعادل في 4 وخسر في 27. فاز بالضربة القاضية في 28 نزالا.

## روابط خارجية
- فالديمار هولبرغ على موقع بوكس ريك (الإنجليزية) (registration required)
- فالديمار هولبرغ على موقع أوليمبيديا (الإنجليزية)